# Línea 23 (AUVASA)
La línea 23 de AUVASA es una extensión de la línea 2 que conecta el nudo de comunicaciones de la plaza Juan de Austria, en Valladolid, con los barrios de La Rubia y Covaresa y la zona sur de la Cañada Real. Circula de lunes a sábado.

## Frecuencias
La línea 23 es una línea A Horario por lo que se indican todos los horarios de salida:
| DÍA            | LUGAR DE SALIDA     | HORARIOS DE SALIDA | HORARIOS DE SALIDA | HORARIOS DE SALIDA | HORARIOS DE SALIDA | HORARIOS DE SALIDA |
| -------------- | ------------------- | ------------------ | ------------------ | ------------------ | ------------------ | ------------------ |
| Lunes a sábado | PASEO ZORRILLA, 130 | 9:05               | 13:05              | 16:05              | 21:20              | -                  |
| Lunes a sábado | CAÑADA REAL         | 7:40               | 9:25               | 13:25              | 16:25              | 21:40              |
| Festivos       | SIN SERVICIO        | -                  | -                  | -                  | -                  | -                  |

## Paradas
Nota: Al pinchar sobre los enlaces de las distintas paradas se muestra cuanto tiempo queda para que pase el autobús por esa parada.
| Hacia Cañada Real, 560                             | Correspondencia con líneas: |
| -------------------------------------------------- | --------------------------- |
| Pº Zorrilla 130 centro comercial                   | 1 2 5 7 10 18 19 26 C1      |
| Pº Zorrilla 166 fte. LAVA                          | 1 2 5 16 18 19 26 C1 H F1   |
| Ctra. Rueda 36 esq. Mota                           | 2                           |
| Ctra. Rueda fte. 41                                | 2                           |
| Ctra. Rueda fte. 53 Imserso                        | 2                           |
| Ctra. Rueda esq. Vega Sicilia                      | 2                           |
| Ctra. Rueda esq. Vinos de Cigales                  | 2                           |
| C/ Anselmo Miguel Nieto esq. Ctra. Rueda           | 2                           |
| Pº Lorenzo Arrazola esq. Manuel Mucientes          | 2                           |
| C/ Santiago Alba 3                                 | 2                           |
| C/ Miguel Delibes 19B esq. Unamuno                 | 2 18 19                     |
| C/ Miguel Delibes 1                                | 2 F1                        |
| Cañada Real 220 Col. El Pilar                      | -                           |
| Cañada Real fte. Hípica                            | -                           |
| Cañada Real Prae                                   | -                           |
| Cañada Real vivero                                 | -                           |
| Cañada Real 560                                    | -                           |
| Hacia Pº Zorrilla, 71                              |                             |
| Cañada Real 560                                    | -                           |
| Cañada Real fte. vivero                            | -                           |
| Cañada Real fte. Prae                              | -                           |
| Cañada Real Hípica                                 | -                           |
| Cañada Real fte. Col. El Pilar                     | 2 F1                        |
| C/ Miguel Delibes 14                               | 2 F1                        |
| C/ Miguel Delibes 40 esq. Unamuno                  | 2 18 19 F1                  |
| C/ Santiago Alba 18                                | 2                           |
| Pº Lorenzo Arrazola fte. Manuel Mucientes          | 2                           |
| C/ Anselmo Miguel Nieto esq. Puertas de Valladolid | 2                           |
| Ctra. Rueda fte. Vinos de Cigales                  | 2                           |
| Ctra. Rueda 81 esq. Tierra de Sepúlveda            | 2                           |
| Ctra. Rueda 47 fte. Imserso                        | 2                           |
| Ctra. Rueda 37 esq. Corta                          | 2                           |
| Ctra. Rueda 19 esq. Mota                           | 2 5                         |
| Pº Zorrilla 101 LAVA                               | 1 2 16 18 19 26 C2 H F1     |
| Pº Zorrilla 71 esq. Arzobispo García Goldáraz      | 16 H                        |